# Joker (浅香唯のアルバム)
『joker』（ジョーカー）は、浅香唯の13枚目のスタジオ・アルバム。1992年8月21日にマイカルハミングバードよりリリースされた。

## 解説
- 先行シングル及びシングル・カットはなしで、全曲このアルバムの為の書き下ろし。シングル曲未収録のフル・オリジナル・アルバムは本作が初である。
- 全曲の作詞及び作曲が女性作家陣による、恋愛をテーマにした全10曲。全作詞が女性陣のアルバム（1987年発売『Rainbow』）はあったが、作詞作曲全て女性作家陣というのは今作が初。
- アルバムのプロモーションとしてテレビ等に出演した際は「こんな日にはあなたにとっても逢いたい」を歌った。
- 浅香自身、このアルバムのクオリティーの高さに気持ちが高ぶり、またもっと深くアルバムの内容に共感してもらいたいという思いから、恋愛小説を執筆し出版したいという意欲を、ファンクラブ会員に向けた手紙に綴っていたが、実現はしなかった。
- 本作を引っさげてのコンサート・ツアーはなかったが、イベントや学園祭などに出演し、本作収録曲を披露した。

## 収録曲
1. joker
  - 作詞: 森由里子、作曲: 広谷順子、編曲: 山本健司
2. こんな日にはあなたにとっても逢いたい
  - 作詞: 森由里子・小野香代子、作曲: 小野香代子、編曲: 藤原いくろう
3. Halfway 〜永遠の途中〜
  - 作詞: 森由里子、作曲: 岡さちよ、編曲: 井上鑑
4. ミストラル à 東京
  - 作詞: 浅見純、作曲: 岡さちよ、編曲: 吉川忠英
5. Delivery of Love 〜恋は熱いうちに〜
  - 作詞: 森由里子、作曲: 詩子、編曲: 藤原いくろう
6. photograph
  - 作詞: 夏野芹子、作曲: 岡さちよ、編曲: 藤原いくろう
7. サヨナラを云わせて
  - 作詞: 浅香唯・森由里子、作曲: 広谷順子、編曲: 藤原いくろう
8. 彼女のいちばん長い夜
  - 作詞: 浅香唯、作曲: 柿原朱美、編曲: 吉川忠英
9. 魔の刻
  - 作詞: 芹沢類、作曲: 広谷順子、編曲: 山本健司
10. Especial Morning
  - 作詞: 浅香唯、作曲: 川村結花、編曲: 井上鑑

## 関連作品
- 浅香唯大全集 THE COMPLETE BOX
- 浅香唯 30周年記念コンプリートBOX